# Kolarevo Selo
Kolarevo Selo is een plaats in de gemeente Ivanska in de Kroatische provincie Bjelovar-Bilogora. De plaats telt 198 inwoners (2001).